# Alfaro (género)
Alfaro  é um género de peixes da família Poeciliidae que vive na América Central.

## Espécies
- Alfaro cultratus